# Trèvol groc
El trèvol campestre o trèvol groc (Trifolium campestre) és una planta herbàcia teròfita de la família de les fabàcies.

## Descripció

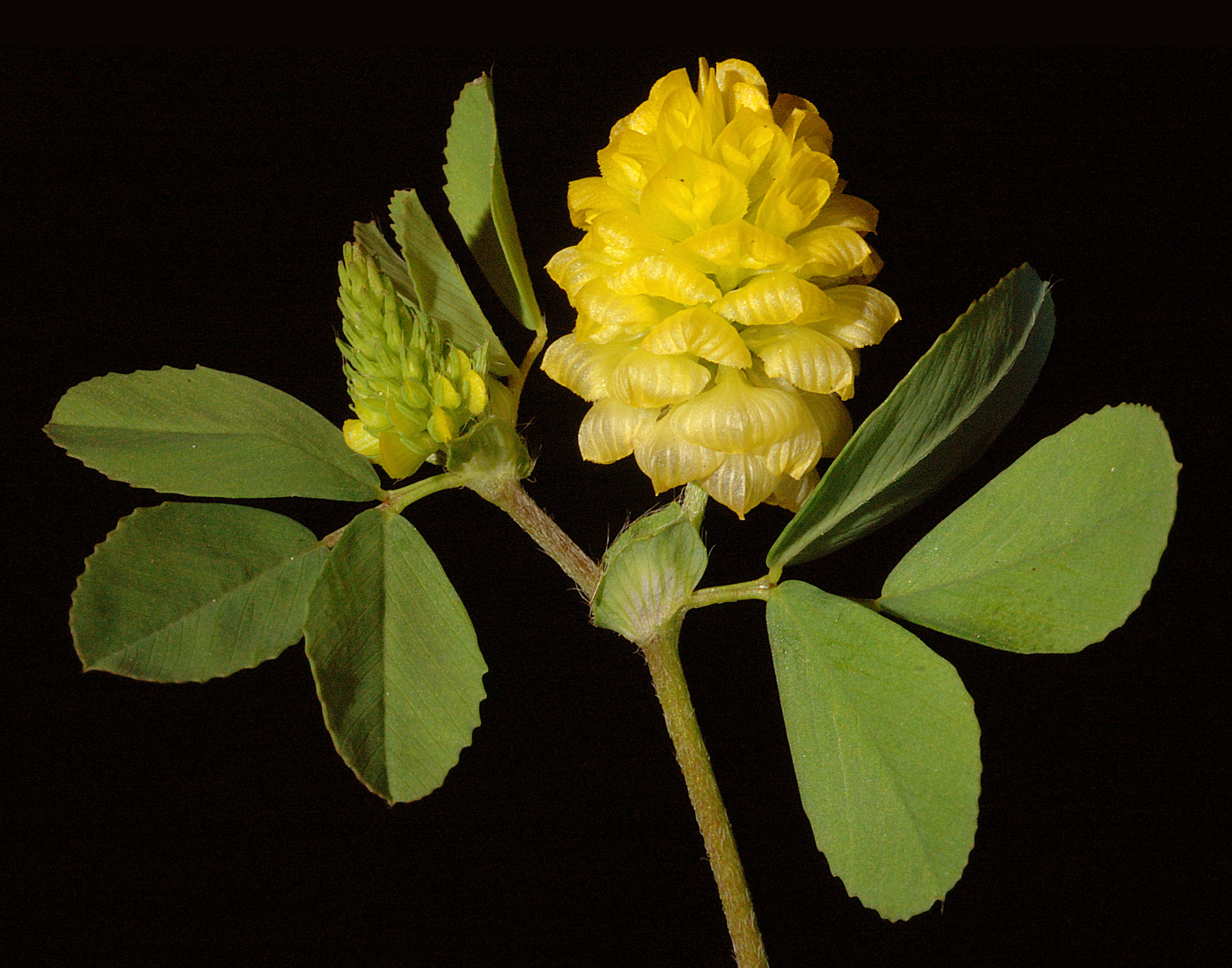
trèvol groc

És una herbàcia biennal o anual, que pot assolir de 10 a 30 centímetres d'alçada. Les flors són grogues pàl·lides i estan reunides en una inflorescència que recorda vagament a les del llúpol. Cada cap pedunculat està format per la unió d'entre 20 a 40 flors individuals cilíndriques o esfèriques que amb l'edat i la sequedat s'enfosqueixen tornant-se marrons. Les fulles es presenten alternades i amb tres folíols (trifoliades) el·líptiques i de 4 a 10 mil·límetres de longitud.

## Distribució
Aquesta planta té una distribució holàrtica. Nativa d'Europa i de l'occident d'Àsia. Normalment creix sovint a les vores de camins, en pastures seques, terrenys arenosos, en camps de conreu, terrenys erms, roquissars, etc. La seua floració és primaveral i va des d'abril a setembre.
Aquesta espècie està estretament relacionada amb Trifolium aureum (Pollich).
El trobem a les províncies d'Alacant, Barcelona, Castelló, Girona, Illes Balears, Lleida, Tarragona i València.

## Usos
Aquesta espècie és la tercera més important en l'agricultura del trèvol a causa del seu fullatge bo per alimentar al bestiar i regenerar els sòls. Generalment no es planta, encara que és considerada una herba valuosa quan apareix espontàniament en una pastura. S'ha naturalitzat a Amèrica del Nord, particularment a l'oest i el sud del continent.